# Troglostygnopsis anophthalma
Troglostygnopsis anophthalma is een hooiwagen uit de familie Stygnopsidae.